# Golden (canal de televisión)
Golden es un canal de televisión por suscripción latinoamericano de origen mexicano operado por Televisa Networks, subsidiaria de TelevisaUnivision. Tiene cobertura en toda América Latina.

## Historia
Inició sus transmisiones el 1 de agosto de 1991 principalmente como Cinema Golden Choice, como parte del paquete de canales premium de Cablevisión en la Ciudad de México, hasta el 2003 que pasa a llamarse simplemente Golden, esto para darle apertura a su canal llamado Golden 2.
El 1 de marzo de 2010, se vino un gran cambio en Golden y para reforzar la oferta que tiene Televisa Networks en Latinoamérica. Golden 2 pasa a llamarse Golden Edge y en el primer trimestre de ese año se lanza Golden HD.
Golden ofrecía programas que van desde infantiles hasta contenidos para adultos y peleas de boxeo.
El 1 de abril de 2013, se lanza otro canal bajo el mismo nombre llamado Golden Premier.
El 31 de diciembre de 2014, Golden cambió su estilo de programación. Las películas en inglés con subtítulos pasaron a ser doblados al español, y la opción SAP para el inglés. Dichos cambios han sido fuente de críticas negativas para los fanáticos de las películas del idioma original y algunas positivas de gente que apoya al doblaje.

## Programación
La programación de Golden se centra en la emisión de largometrajes realizadas en los estudios de Hollywood para todas las edades, además de películas mexicanas y series latinoamericanas cerca de la medianoche como El cartel, Infieles, La Madame, Escobar, el patrón del mal entre otras, la mayoría de drama y narconovelas,son producidas en Colombia, México y Estados Unidos. Su oferta se completa con eventos especiales como retransmisiones de conciertos y peleas de boxeo en vivo. En las madrugadas transmite contenido pornografico.